# Mille cose
Mille cose è un singolo del rapper italiano Mecna, pubblicato il 26 febbraio 2021 come unico estratto dalla seconda riedizione del quinto album in studio Mentre nessuno guarda.

## Descrizione
Il brano ha visto la partecipazione vocale della cantante statunitense Rainsford e riprende la base della canzone Love Me Like You Hate Me della cantante stessa.

## Video musicale
Il video, diretto da Enea Colombi, è stato pubblicato il 3 marzo 2021 attraverso il canale YouTube dell'artista.